# Список російських військових об'єктів за кордоном

Російські військові бази у світі (включно з окупованим Кримом та Донбасом)

Російські військові об'єкти за кордоном — різні формування і об'єкти Збройних сил Російської Федерації, розташовані поза територією РФ.
У 2003 році Міністерство оборони Російської Федерації почало перегляд раніше прийнятих рішень про долю російських військових контингентів за кордоном. На тлі того, що відбувається скорочення і реформування ЗС Росії, російські військові контингенти за кордоном скорочуються незначно, одночасно посилюючись новими авіаційними та іншими високотехнологічними формуваннями та озброєннями (високоточної артилерією, засобами зв'язку, розвідки і т.д.)

## Чинні бази
| Країна      | Деталі | Кількість військовослужбовців |
| ----------- | --- | ----------------------------- |
| Азербайджан | Російський «миротворчий контингент» в Нагірному Карабасі створений в листопаді 2020 року, після закінчення Другої карабаської війни. Основу контингенту становлять військовослужбовці 15-ї ОМСБр Центрального військового округу. Командування миротворчих сил дислоковано в Ханкенді. | 1960                          |
| Білорусь    | Ганцевицька РЛС, військово-морський вузол зв'язку поблизу Вілейки | бл. 1 500                     |
| Вірменія    | 102 військова база в Гюмрі та 3624-а авіабаза в аеропорту Еребуні під Єреваном. | бл. 3 214 — 5 000             |
| В'єтнам     | Військово-морський флот підтримує військово-морську техніку на базі Камрань. |                               |
| Казахстан   | Радіолокаційна станція Балхаш поблизу озера Балхаш випробувальний полігон протибалістичних ракет «Сари Шаган», космодром Байконур. |                               |
| Киргизстан  | Повітряна база Кант, 338-й військово-морський центр зв’язку, 954-й випробовувальний комплекс для торпед і сейсмографічна станція. |                               |
| Молдова     | Росія підтримує значну оперативну групу в Придністров'ї та охороняє знятий з експлуатації склад озброєння в Кобасні. | бл. 1 500                     |
| Сирія       | Російські сили в Тартусі, авіабази Хмеймім і Тіас, Шайрат. | бл. 7 000                     |
| Таджикистан | 201-ша військова база | бл. 7 500                     |

## Окуповані території

### Окуповані території України
| Крим                     | Севастопольська військово-морська база Чорноморського флоту, в Криму, орендовувалася Росією до анексії Криму Російською Федерацією у 2014 році. У липні 2015 року російський прем'єр-міністр Дмитро Медведєв заявив, що Крим був «повністю інтегрований» до РФ, тому база в Севастополі Росія більше не класифікується як закордонна. Резолюція Генеральної Асамблеї ООН 68/262 відхилила анексію Криму Росією, яку захищала РФ, заявивши, що підтримує результати референдуму про статус Криму 2014 року, під час якого більшість проголосувала за приєднання до Росії. Станом на 2016 рік в окупованому Криму було щонайменше 18 військових об'єктів Росії. - Чорноморський флот ВМФ Росії - 30-та дивізія надводних кораблів - 126-та окрема бригада берегової оборони - 8-й окремий артилерійський полк | Оцінка: близько 30 000 військовослужбовців                                                        |
| Окуповані райони Донбасу | Корпуси були сформовані зусиллями Росії у кінці 2014 — на початку 2015 року на основі регулярних російських військ вторгнення і збройних колабораціонстських формувань так званої армії Новоросії, що діяли на окупованих територіях Донецької та Луганської областей. | Оцінка: близько 35 000 військовослужбовців (2014—2015) близько 3 тисяч військовослужбовців (2020) |

### Окуповані території Грузії
| Країна                     | Деталі | Кількість військовослужбовців |
| -------------------------- | --- | ----------------------------- |
| Абхазія та Південна Осетія | Після російсько-грузинської війни у 2008 році Росія зберегла велику присутність в окупованому регіоні Абхазії та Південній Осетії. 4-а військова база розташована в Південній Осетії і вміщує близько 3500 особового складу. 7-а військова база розташована в Абхазії та розміщує приблизно 4500 особового складу. | бл. 8 000                     |